# Thomas Karlsson
Thomas Karlsson (1972) è un esoterista svedese.

## Biografia
Dottore in Storia delle idee e Storia delle religioni presso l'Università di Stoccolma, è il fondatore dell'Ordine esoterico Dragon Rouge (Ordo Draconis et Atri Adamantis), un'organizzazione iniziatica dedita all'occultismo e alla magia, ispirandosi alla Via della mano sinistra orientale.
Karlsson ha collaborato come paroliere con i gruppi heavy metal svedesi Therion e Shadowseeds.

## Principali tematiche
- Magia
- Qabbalah
- Rune
- Ars Goetia
- Grimori
- Ascensione (nuovi movimenti spirituali)
- Religioni misteriche

## Opere
- (SV)  Kabbala, Kliffot och den Goetiska Magin (ISBN 91-974102-2-5)
  - (IT)  La Kabbala e la magia goetica (ISBN 978-88-7169-213-5)
  - (DE)  Kabbalah, Qliphoth und die Goetische Magie (ISBN 3-939459-01-1)
- (SV)  Adulrunan och den Götiska Kabbalan (ISBN 91-974102-3-3)
  - (IT)  Le rune e la kabbala (ISBN 978-88-7169-207-4)
- (SV)  Uthark - Nightside of the Runes (ISBN 91-974102-1-7)
  - (DE)  Uthark - Im Schattenreich der Runen
- (SV)  Astrala resor ut ur kroppen (ISBN 91-7894-005-2)